# Рибера (Нью-Мексико)
Рибера (англ. Ribera) — переписна місцевість (CDP) в США, в окрузі Сан-Мігель штату Нью-Мексико. Населення — 314 особи (2020).

## Географія
Рибера розташована за координатами 35°22′12″ пн. ш. 105°26′39″ зх. д. / 35.37000° пн. ш. 105.44417° зх. д. (35.369960, -105.444092).  За даними Бюро перепису населення США в 2010 році переписна місцевість мала площу 6,52 км², уся площа — суходіл.

## Демографія
Згідно з переписом 2010 року, у переписній місцевості мешкало 416 осіб у 152 домогосподарствах у складі 98 родин. Густота населення становила 64 особи/км².  Було 180 помешкань (28/км²).
Расовий склад населення:
| - 51,2 % — білих - 1,7 % — чорних або афроамериканців - 0,7 % — корінних американців - 0,2 % — азіатів - 39,7 % — осіб інших рас |

До двох чи більше рас належало 6,5 %. Частка іспаномовних становила 85,1 % від усіх жителів.
За віковим діапазоном населення розподілялося таким чином: 25,5 % — особи молодші 18 років, 60,3 % — особи у віці 18—64 років, 14,2 % — особи у віці 65 років та старші. Медіана віку мешканця становила 38,8 року. На 100 осіб жіночої статі у переписній місцевості припадало 97,2 чоловіків;  на 100 жінок у віці від 18 років та старших — 108,1 чоловіків також старших 18 років.
Середній дохід на одне домашнє господарство  становив 29 258 доларів США (медіана — 28 004), а середній дохід на одну сім'ю — 37 193 долари (медіана — 28 728). За межею бідності перебувало 53,1 % осіб, у тому числі 43,5 % дітей у віці до 18 років та 50,0 % осіб у віці 65 років та старших.
Цивільне працевлаштоване населення становило 175 осіб. Основні галузі зайнятості: будівництво — 40,6 %, роздрібна торгівля — 17,1 %, публічна адміністрація — 16,6 %.